# 玉山
玉山為臺灣最高的山，最高峰玉山主峰海拔3,952米（12,966英尺） ，設有一等三角點。該山位於玉山山脈的核心，交界於南投縣信義鄉東埔村、嘉義縣阿里山鄉中山村與高雄市桃源區梅山里。
1985年，為保護玉山及其周邊極為珍貴的自然景觀生態及歷史文化資產，中華民國政府成立玉山國家公園。在臺灣百岳中，玉山被視為百岳之首，並與雪山、秀姑巒山、南湖大山及北大武山譽為「五嶽」，作為臺灣最具代表性的高山地區。在西太平洋沿岸地區，玉山是堪察加半島之外的最高點。就原住民的文化而言，玉山是布農族與鄒族共同的聖山，也是當代臺灣精神的象徵之一。

## 命名

### 名稱演變

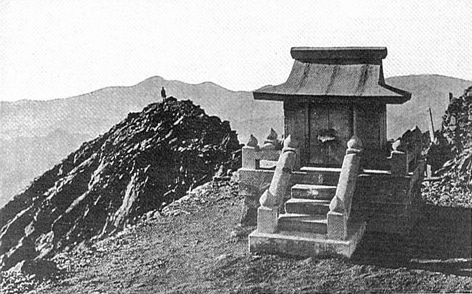
日治時期於山頂設置的新高祠

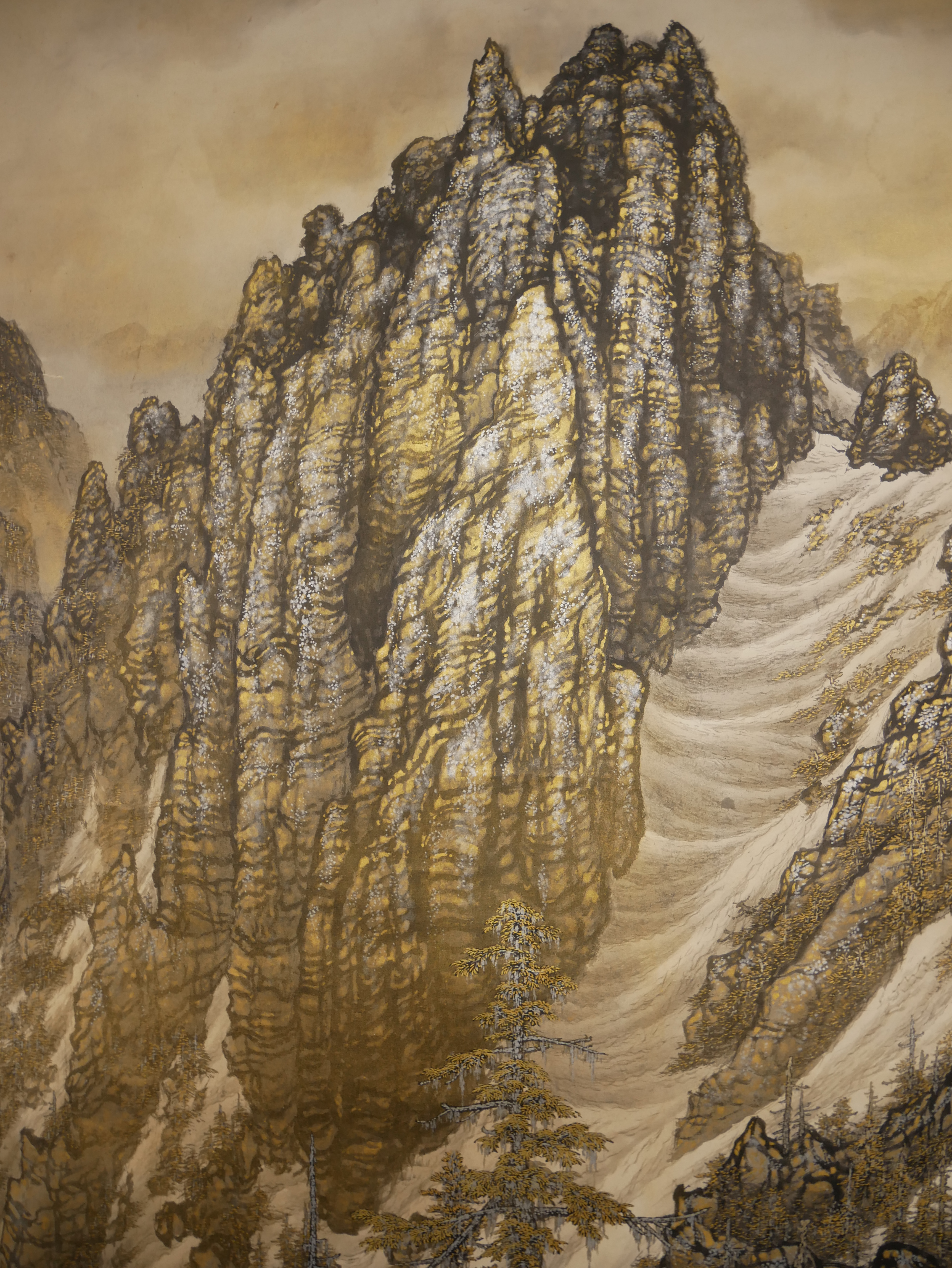
那須雅城所繪〈新高山之圖〉中的玉山

玉山是台灣原住民中布農族與鄒族共同的聖山。布農族稱其為Usaviah / Saviah / Savih、Tongku Saveq（意為高大的山）、卡那卡那富族稱其為Tanungu'incu、鄒族稱其為Patungkuonʉ（意為發亮的山或石英之山；漢語音譯為「八通關」、「八同關」、「八童關」等）。玉山一詞最早見於清康熙年間1685年編篆的《台灣府志》記述：

「玉山，在鳳山縣。山甚高，皆雲霧罩于其上，時或天氣光霽，遙望皆白石，因名為玉山。

，郁永河的《裨海紀遊》為1697年的台灣遊記，在〈番境補遺〉中載：

玉山在萬山中，其山獨高，無遠不見；巉巖峭削，白色如銀，遠望如太白積雪。四面攢峰環繞，可望不可即，皆言此山渾然美玉。番人既不知寶，外人又畏野番，莫敢向邇。每遇晴霽，在郡城望之，不啻天上白雲也。

可見玉山作為漢名，已開始流通。1894年完成但未及出版的《雲林縣採訪冊》中記載：「八通關山又名玉山。......終日皆履雪地。即彰化志所稱雪山也。」，可見玉山又稱雪山，玉山似乎並非統一的山名。
對於西方而言，早期認為玉山最早在文獻上的記載發生於1857年，一艘美國商船亞歷山大號（USS Alexander）由安平港離港時，船長摩里遜（W. Morrison）見到高聳的玉山之後將其記載在航海日誌中，因此有Mt. Morrison（漢字音譯摩里遜山、馬禮遜山、磨利生山等，日文音譯）這稱呼，並廣為通行於西方諸國，此說見於1863年英國提督Collinson的筆記。:497但此說並不合理，因於1845年由英國海軍部海道測量局出版之航海地圖（Formosa Island）中已標注Mt. Morrison之名，即使是因摩里遜而命名也必定早於1845年，因此另有一說，認為Mt. Morrison的名稱由來，是為了紀念英國第一位於1807年來華傳教的牧師馬禮遜（Robert Morrison）。
1895年，台灣因清朝在日清戰爭中敗戰、簽訂《馬關條約》割讓給日本，使得玉山也成為日本領土，初仍稱為「玉山」及。日本參謀本部陸地測量部1895年7月開始進行臺灣的測量（1896年9月完成），發現玉山的高度超越了日本原本的第一高峰—海拔3,776公尺的富士山。在明治三十年（1897年）6月28日，由明治天皇將命名為「新高山」（日语：／ Niitakayama */?），7月6日由拓殖務省發布告示第6號公布。:497，意指日本領土新的最高峰，周圍群峰一併更名，主峰又稱「新高主山」，也稱作「嘉義新高」。稍後，1923年時亦將雪山命名為「次高山」，意指第二高峰。當時的新高山與次高山（雪山）、能高山並稱「台灣三高」。
當時日本參謀本部為使命名新高山一事傳世不朽，特命藤井包總撰〈新高山御命名記〉。其文如下：

巍巍而高者山也，鞏固不動者山也，故自古表君父之恩德、頌國家之安寧，常取譬富岳，蓋富士山，我邦山岳中之最高者。明治二十七八年，因戰捷結果，臺灣島歸我，又得與此伯仲之高山，山是也。此名，歐洲人所稱云。其七月，參謀本部派測量部員至此島，著手全島測量。據云，參謀總長有栖川宮殿下，於大本營

御前會議上奏此事，談及此山名時，

陛下謂其測量完成日，朕更敕給命名之。其後，測量部尚增發部員數班，於土匪、生番起伏叛亂之間，崎嶇間關盡力測量，其區域往往及於政化未達之所，昨年九月竣功。爾來，勉力製圖，本年六月將臨印刷，殿下派副官將校至京都奏上。是月下旬，參謀次長川上操六西上伺候

天機，忝獲下賜新高山嘉名，乃銘刻地圖之上，以為萬古不易之名。子之始生，父為之命名。今

陛下給此島中第一高山命名，亦即應仰奉子愛此新邦之　聖德。嗚呼，我大八洲於

今上陛下之御代，更增此一大嶋，

皇德之益高更比此山高，國安之益鞏固更比此山不動之鞏固。畏　陛下之　宸慮注給臺灣島如前述，臣民豈不應益鞠躬經營，宣揚　皇威耶。
　　　　　　
明治三十年七月　藤井包總 識:497

中華民國接管臺灣之後，1947年11月29日台灣省政府訓令，新高山改稱玉山。:188

## 地理
玉山山貌高峻，最高峰玉山主峰四面皆是陡壁危崖，南北兩側是千仞峭壁，西側絕壑深溝，東側則是碎石陡坡。玉山無論山容或山勢皆在台灣為最具規模，除了是台灣五岳之首、百岳之王外，更重要的是玉山蘊含著珍貴的生命寶藏。這裡有亞熱帶、暖溫帶、冷溫帶及高山寒原帶的不同氣候型態，衍生出多樣化的動物群種及植物林相，生態資源相當豐富。
除此，根據日治時期學者鹿野忠雄、佐佐保雄及近代齊士崢等人的研究，發現玉山保存有冰河地形遺跡。根據統計，包含「U形谷」、「冰斗」、「側冰磧」等，其中以玉山至八通關的冰河地形最為豐富。
玉山山容氣勢磅礡、雄踞一方，四季景緻分明而優美；春天玉山杜鵑盛開、夏季雲海繚繞、秋季則遍布法國菊，冬季則雪白如玉；「玉山積雪」成為臺灣八景之一，而在1929年亦發表了新高八景。1985年4月（民國74年），玉山群峰周邊劃入玉山國家公園中。

### 水文
玉山為南側南台灣高屏溪水系，以及北側中台灣濁水溪水系的南北分水嶺。
玉山主峰西南坡，即玉山西稜與南稜–西南稜所夾溪谷，為楠梓仙溪最遠源流；玉山主峰東北坡，即玉山北稜與東稜所夾溪谷，為荖濃溪最遠源流，源發自玉山主峰東南坡及玉山南峰東南坡、西南坡等地的源流亦匯入荖濃溪；玉山南峰–南玉山往西南的稜線為楠梓仙溪與荖濃溪的分水嶺，此二溪為台灣最大集水區、第二長河川高屏溪的兩大源流。
玉山主峰西北坡，即玉山西稜與北稜所夾溪谷，為沙里仙溪最遠源流；玉山北峰東北坡，即玉山北稜與玉山北峰東稜所夾北向的溪谷，為陳有蘭溪最遠源流；玉山北稜為沙里仙溪與陳有蘭溪的分水嶺，沙里仙溪在東埔南側由左股匯入陳有蘭溪，為台灣最長河川濁水溪的支流源頭。
玉山西稜、北稜、轉玉山北峰東稜即為南側高屏溪，以及北側濁水溪的南北分水嶺線。此嶺線玉山北峰東稜的尾端即為八通關，北側連接玉山山脈的北段郡大山、巒大山、治茆山等高山，東側連接中央山脈最高峰秀姑巒山。

## 玉山群峰
玉山除了最高峰玉山主峰，周圍著名的群峰還有：

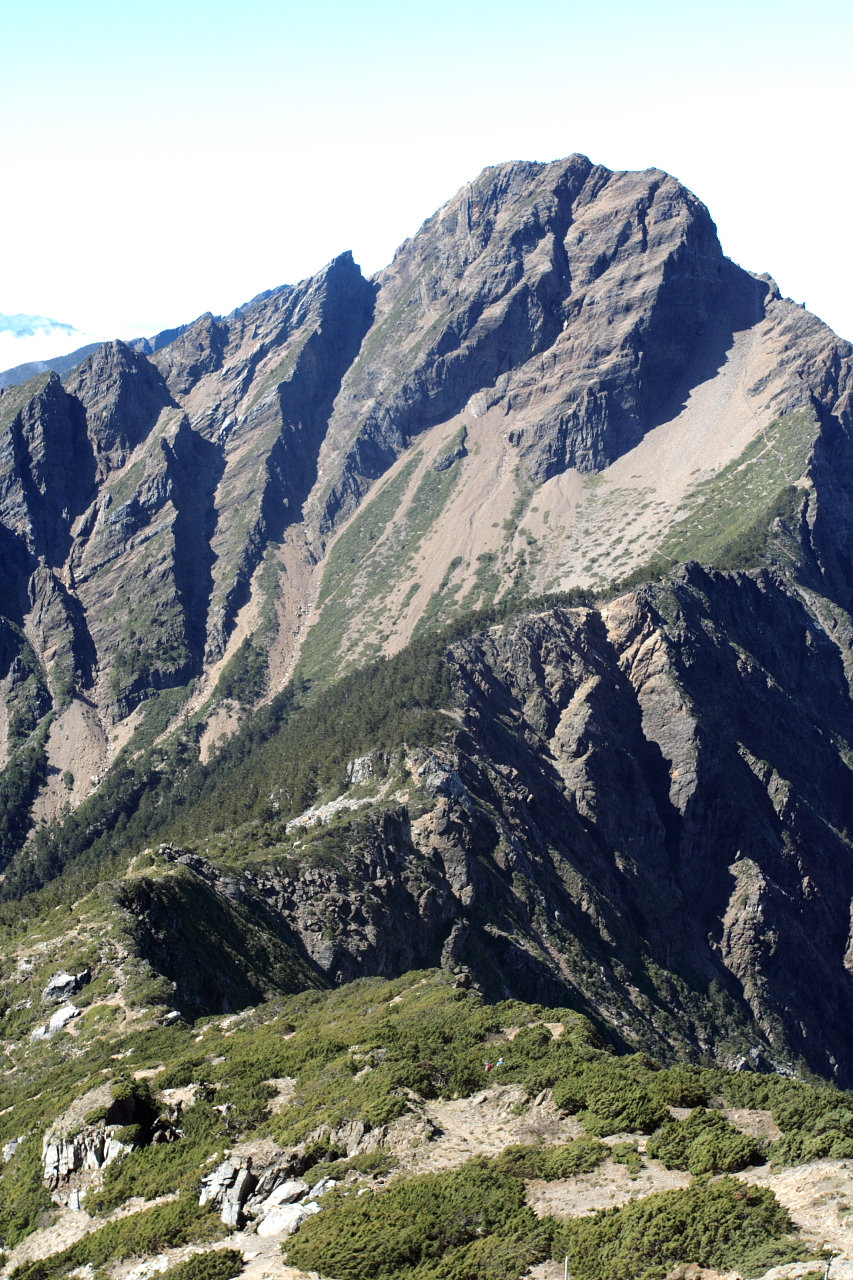
玉山主峰。

- 玉山東峰，標高3,869公尺，十峻之首，百岳排名第三。
  - 鳳尾岩，標高3,872公尺，位在主峰前往東峰途中最明顯尖聳的岩塔。
- 玉山北峰，標高3,858公尺，百岳排名第四，山頂設有玉山氣象站。
- 玉山南峰，標高3,844公尺，十峻之一，百岳排名第五。
  - 玉山南山三叉峰，標高3,807公尺。
  - 玉山南山閉鎖曲線峰，無測定標高，約3,810公尺。
- 玉山西峰，標高3,518公尺，百岳之一，離山頂西南方一百多公尺的稜線上留存有日治時期所設置的西山神祠。
- 玉山前峰，標高3,239公尺。百岳之一。
- 東小南山，標高3,744公尺。百岳之一。
- 南玉山，標高3,383公尺。百岳之一。
- 鹿山，標高2,981公尺。百岳之一。
- 玉山北北峰，位於玉山北峰北側，標高約3,833公尺。
- 玉山圓峰，或稱圓峰，位於主峰與南峰之間，標高約3,752公尺，東坡一百多米凹谷處設有圓峰山屋。
- 小南山，標高約3,582公尺。
- 北玉山，位於玉山山脈的對關山西南、玉山北北峰西北、玉山西峰北伸支稜約5公里處，標高約1,849公尺。

玉山群峰有十餘座有命名的山峰標高超過3,000公尺，其中有9座列入百岳，一般登山界稱為前五峰（前、西、主、東、北等峰）、後四峰（南、南玉、東小南、鹿山等峰）共九座玉山百岳，另加兩座名峰未列名百岳的北北峰、小南山，合稱為「玉山十一峰」。
有座名為「玉穗山」的山峰，布農語為（日语：／ Tamaho音譯布農語），為「露珠」的意思，形容山形呈圓珠狀，而山容整體剛好有如露珠滴落時的狀態，標高3,045公尺，在南玉山南方約8.5公里處，隔荖濃溪與南玉山相望。玉穗山位在中央山脈雲峰往西延伸約4公里的支稜，為位在荖濃溪上游布農部落「玉穗社」（另有音譯「塔馬荷社」）背後依託的山頭，社名由山名而來。玉穗社在「大分事件」之後，期間又發生「郡大社脫出事件」、「大關山事件」，成為「全台最後未歸順蕃」布農英雄拉荷·阿雷近二十年間的長期抗日根據基地。玉穗山標高超過三千公尺、又有基點、又為名山，卻未入選百岳。
此外有座名為「阿玉山」的山岳，標高約1,419公尺，位於雪山山脈，宜蘭縣、新北市交界處，鄰近另有座稱作「下阿玉山」的山。這些山岳名稱中有玉山但與玉山在地理位置上沒有相關。
玉山群峰周邊目前已劃入1985年4月10日成立的中華民國第二座國家公園—玉山國家公園的特別景觀區之一，為玉山國家公園八個特別景觀區中面積最大的一個，新中部橫貫公路經過塔塔加遊憩區，有供過路民眾休憩外，由於該休息區地點適中可以遙望玉山主峰，在近年成為熱門的觀光地點之一。
攀登玉山一般有二條路線，西側的塔塔加鞍部線最多人利用，東側的八通關線也有人利用，但多用為從塔塔加上山後，不想原路下山的另一個選擇。登山界尚曾循南稜的廣東丸山、南玉山，或北稜的沙里仙溪林道、北玉山路線上登。
玉山冬季多會積雪，集中有從初級到極困難的技術路線，攀登者循積雪深厚或結冰堅硬的劍溝以冰攀上登，早在日治時即有技術冰攀玉山主峰北壁及玉山東峰北壁的記載，為台灣冬季最經典的冰攀聖域。
玉山主峰、西峰間的鞍部山坳有建一棟排雲山莊，是此山區唯一有人管理的山中旅館，惟因攀登玉山人數眾多，山莊容量與腹地有限，使攀登玉山在自然條件上並不困難，反而是取得床位難上加難。

## 山頂

### 日治時期

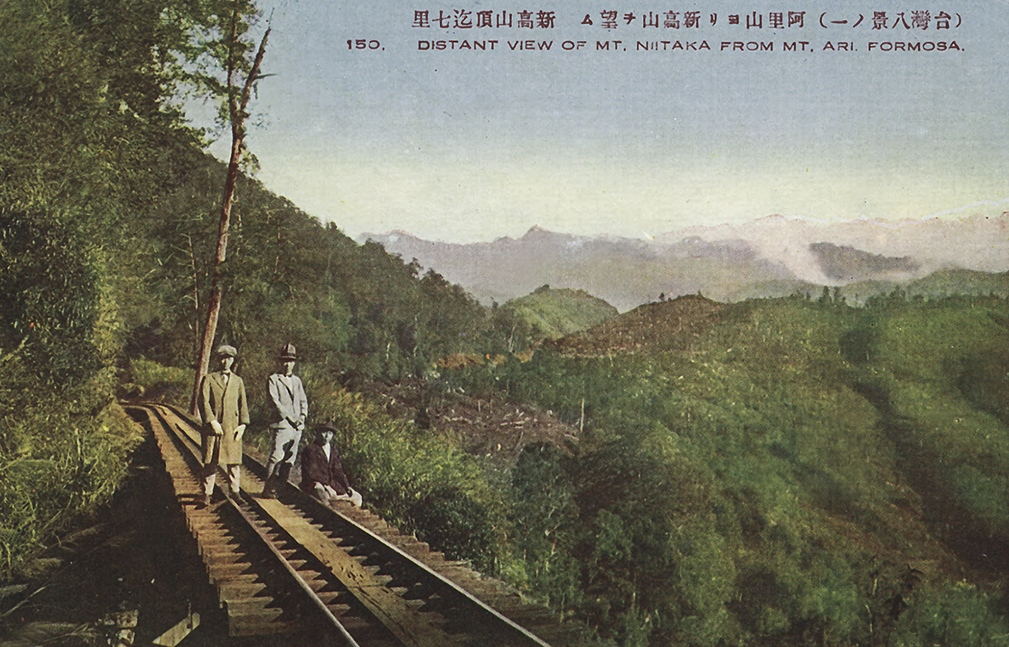
一張台灣日本時代的阿里山遠望新高山（今玉山）的明信片

對於玉山的探險與登頂應始於未有文獻記載的原住民時期。據說17世紀時，鄭經曾經遣人探險玉山，卻未曾登頂。1866年，英國駐臺領事郇和前往山區調查臺灣自然生態，預計攀登玉山，卻因為改任駐廈門領事而提早離臺，未完成計畫。同年，英國駐臺安平關務負責人必麒麟宣稱登頂玉山，但未有實證。
1875年，在「開山撫番」政策下，臺灣鎮總兵吳光亮主持修築三條從西部通往後山道路裡的「中路」，進入玉山山區，即今日的八通關古道。根據沼井鐵太郎考證，首登玉山的應是此時期的清朝漢人。
1896年7月，久留島武彥與日本參謀本部陸地測量部數名部員試圖攀登玉山，從新開園（今臺東縣池上鄉）越過玉山後抵達蕃薯寮（今高雄市旗山區）。不過經過考證，該行人攀登的應不是玉山而是關山。同年9月28日，日軍參謀本部陸軍步兵中尉長野義虎與漢人通事杜貴及數名布農族原住民，經由八通關古道登頂玉山。此行人是否是真正的首登玉山者仍有爭議，有說認為該行人只到達了八通關的某處，或登上的山峰是玉山東峰。同年11月21日，東京帝國大學農科教授本多靜六與林圮埔（今南投縣竹山鎮）撫墾署長齋藤音作協同軍隊登頂玉山，並在山頂放置日本國旗。有說法指出本多靜六可能因為身體不適而未登頂，不過也有人指出此行人只到達了玉山東峰，或是山頂附近。
1898年12月26日，德國登山家史德培與東埔社布農族嚮導虎松（Husung）、比勇（Biung）登頂玉山，並聲稱在海拔3,870公尺處找到了本多靜六等人放置日本國旗之處，證明本多等人並未登頂。隨後史德培在玉山主峰山頂埋置手帕作為信物，放上新旗，並測得玉山高度為4,050公尺:89-92。
1899年11月，斗六辨務署長熊谷直亮率領登山隊登頂玉山，同年12月6日，臺灣總督府技師齊藤讓、山下三八郎、野田螺州登頂玉山，並於隔年出版《臺灣豫察地形圖》。根據考察，這兩支隊伍的登頂也很可能是登上了玉山東峰，而非主峰。
1900年4月，東京帝國大學人類學者鳥居龍藏與日本陸軍通譯森丑之助從阿里山方向登頂玉山，將書有姓名的木標與名片置於山頂，但並未發現史德培留下的信物。同行者尚有嘉義辨務署池端要之進、漢人劉濶、原住民Wong、Mou、Apasuron、Pasula、Apasuron、Ibe、Paake等七人。由於留下的信物與文字記載確實，此行人被後世學者認為是真正的首登玉山主峰者。同年9月7日，森丑之助亦完成了玉山北峰的首登。
日本參謀本部陸地測量部於1917年（大正6年）在玉山主峰設立了一等三角點，而其於1924年（大正13年）的海拔高度測量為13,035日尺（3,950公尺）。另外，於1925年（大正14年）於山頂上設設有神社「新高祠」。

### 戰後時期

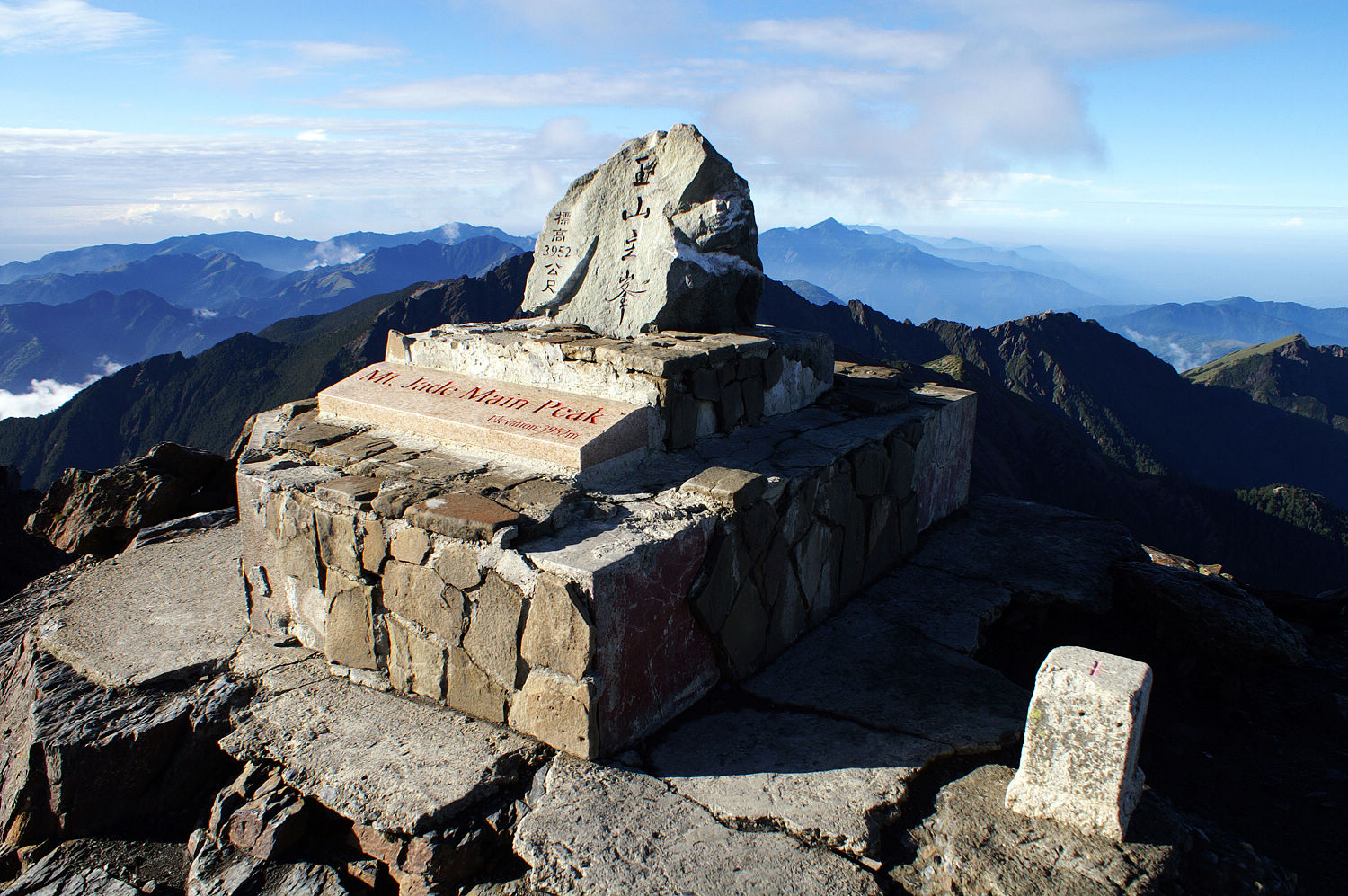
玉山主峰石碑與Mt. Jade Main Peak告示牌（雷擊前原貌）。圖右下方是三角點。

日治結束後，曾長期採用3,997公尺的標高，現今仍有部分地圖沿用，係起源於1957年遠東美軍製圖局（US Army Map Service, Far East Command）的數據。1966年時，中華民國政府曾在玉山山頂最高點處設置于右任銅像，以補足4,000公尺高度；然而此銅像於1995年11月1日遭鋸斷，後經黏合，卻又於翌年5月發現整個銅像遭丟入山谷裡，不知所終。近年來在新技術的測量下，重新測得海拔為3,952公尺，於是玉山國家公園管理處在銅像原址改立巨石，上刻「玉山主峰」及「標高3952公尺」字樣，作為台灣最高點的象徵。
關於玉山銅像切除事件，前台北二二八紀念館館長葉博文於2007年2月出面表示是第一次破壞的參與者之一（另二位參與者為前綠色和平電台主持人林長安與綠黨2002年台北市議員候選人陳朝順），並說明旨在還玉山原有風貌，因移除銅像為當時政治氛圍不允之事。至於第二次破壞則尚未有人出面承認。而于右任銅像被毀後，《新觀念雜誌》於1998年6月21日改立「願心清如玉，義重如山」碑文重新定義玉山精神。此一碑文被玉山國家公園管理處以有為私人企業玉山銀行行銷之嫌為由拆除擱置於旁，後被遊客踩破；又以新階段任務邁國際為由，改立「Mt. Jade Main Peak」。
2013年4月4日，登山者發現玉山主峰頂大理石製的玉山石碑與英文告示牌嚴重裂開且鋼筋外露，一旁的登山鋼索也被破壞。玉山國家公園管理處獲得通報後，於該年4月7日天晴後，由排雲管理站人員上山勘察，研判可能是雷擊造成，因為玉山氣象站也於同日遭受雷擊，導致觀測電腦的資料處理器故障，只能改採人工紀錄觀測。石碑於4月24日完成修復。玉山國家公園管理處委派布農族高山協作松慶輝在2020年9月21日當天從登山口出發，隔日清晨6點抵達玉山主峰，以新製石碑替換因風吹日曬導致裂痕日益擴大的舊石碑。此日期選擇也有象徵台灣已經從21年前的921大地震中修復好的寓意。
此外，在玉山群峰中的第三高峰玉山北峰（海拔3,858公尺）上有始建於日治時期，現隸屬於中央氣象署的玉山氣象站，是台灣境內海拔最高的建築物。

## 其他

### 以玉山為名之知名人事物

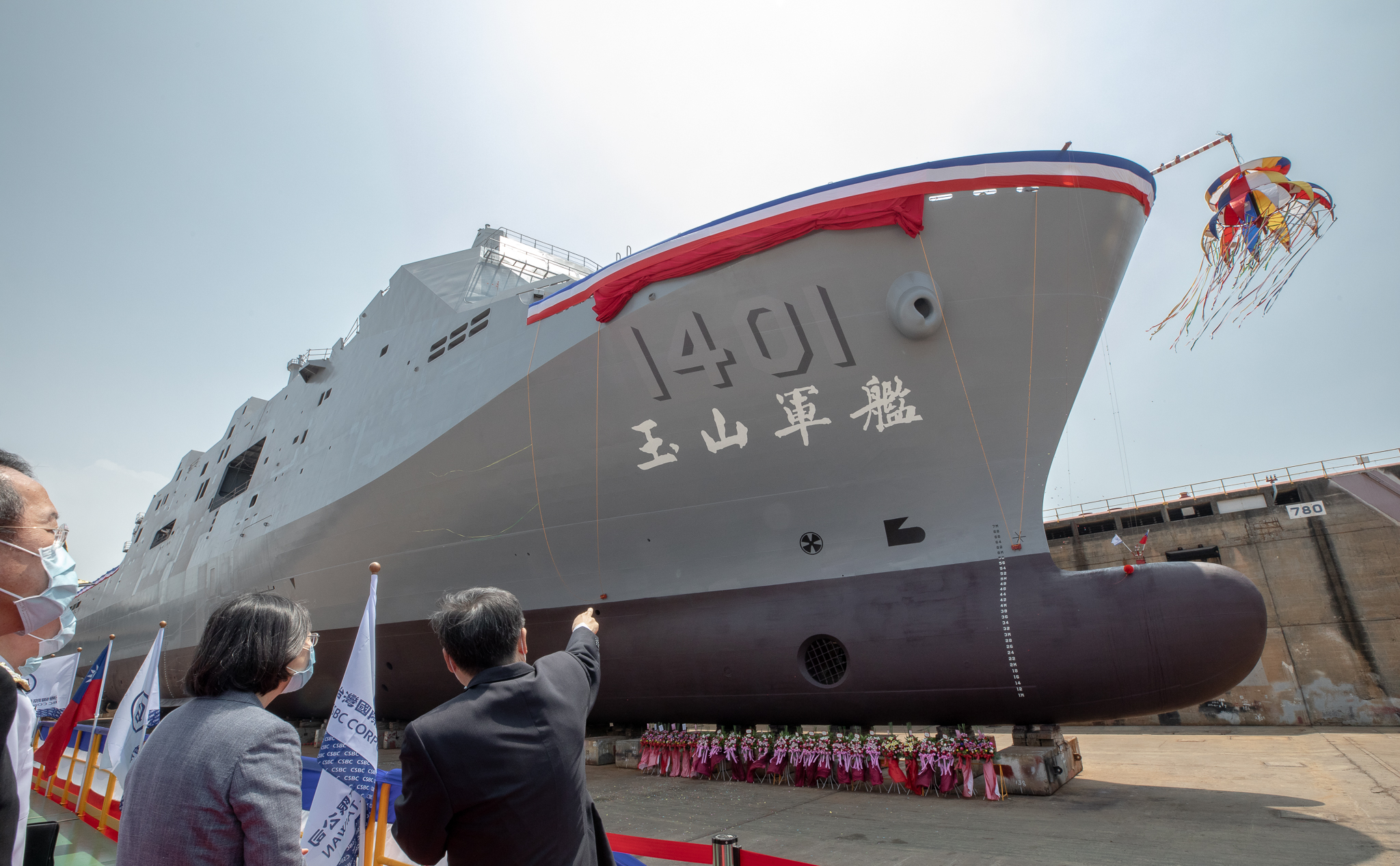
玉山級船塢運輸艦首艦玉山艦（LPD-1401）的命名暨下水典禮

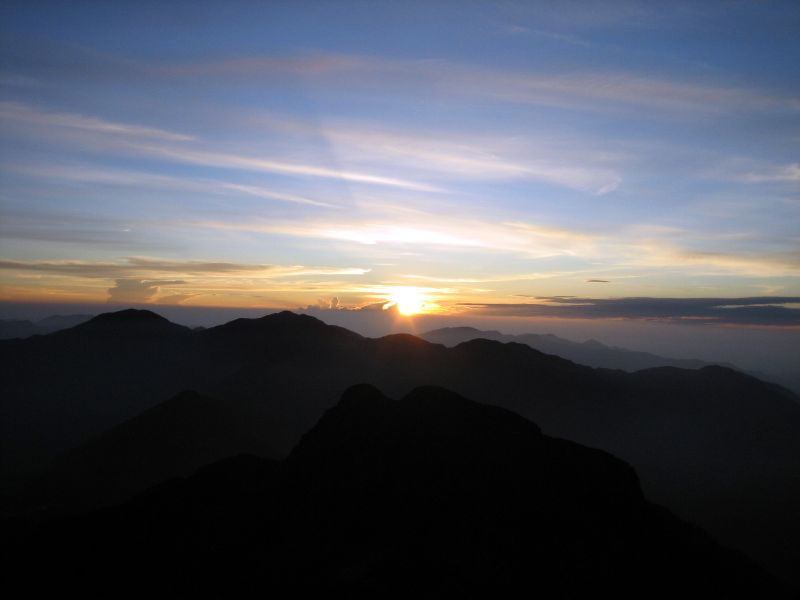
玉山之日出

- 地名：玉山路（嘉義市道路）、玉山里
- 公司：玉山金融控股、玉山銀行、嘉義玉山郵局
- 學校：私立玉山高中（臺中市）、市立玉山國中（嘉義市）
- 新高：台灣日治時期與「新高」名稱相關之事物。另外，根據日本海軍傳統，重型巡洋艦向來以山峰為名，因此日本海軍聯合艦隊中也有存在名為「新高」的重巡洋艦。傳言中1941年12月2日日本帝國海軍下令攻擊珍珠港的暗碼「ニイタカヤマノボレ一二○八」（攀登新高山一二○八）中的新高山就是指玉山[38]。
- 羅生門綱五郎：臺灣大甲出身之相撲力士，又號「新高山一郎」
- 軍艦：
  - 中華民國海軍
    - 天山級巡防艦玉山號巡防艦（PF-832）
    - 玉山級船塢運輸艦玉山號船塢運輸艦（LPD-1401）
- 生物
  - 動物：玉山幽眼蝶 、玉山裸螢金花蟲、新高小菊虎（參見台灣動物特有種列表）
  - 植物
    - 臺灣特有：玉山杜鵑、玉山柳、玉山繡線菊、玉山一葉蘭等等（參見台灣植物特有種列表）
    - 非臺灣特有：玉山箭竹[d]、玉山香青

## 相片集

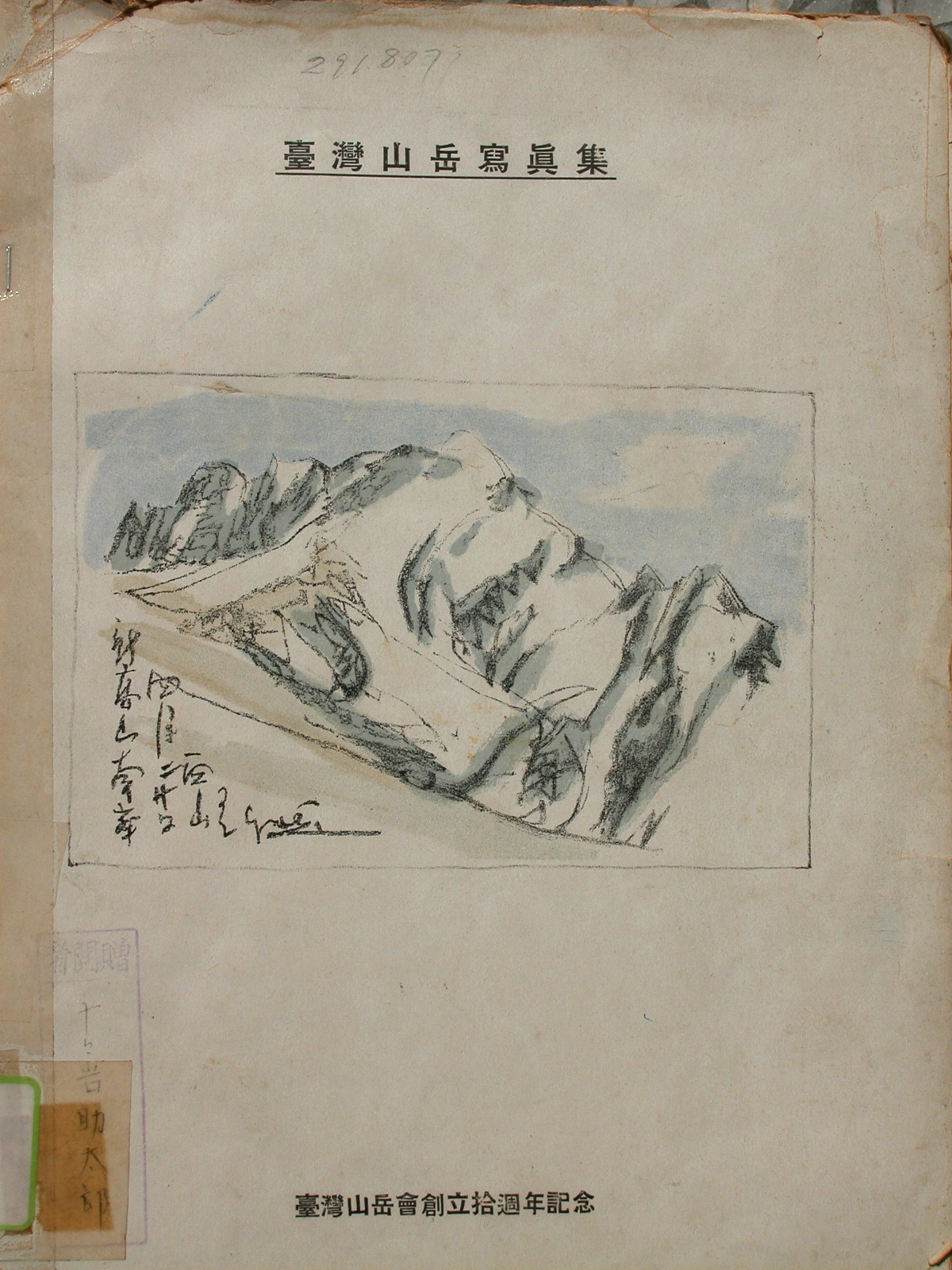
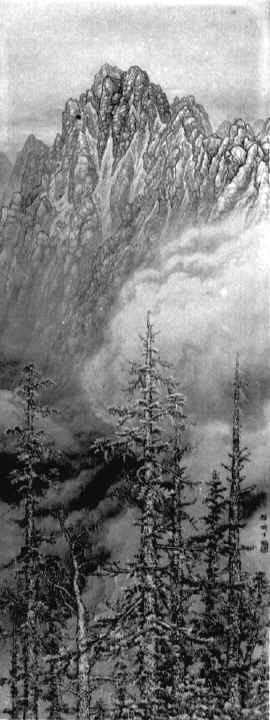
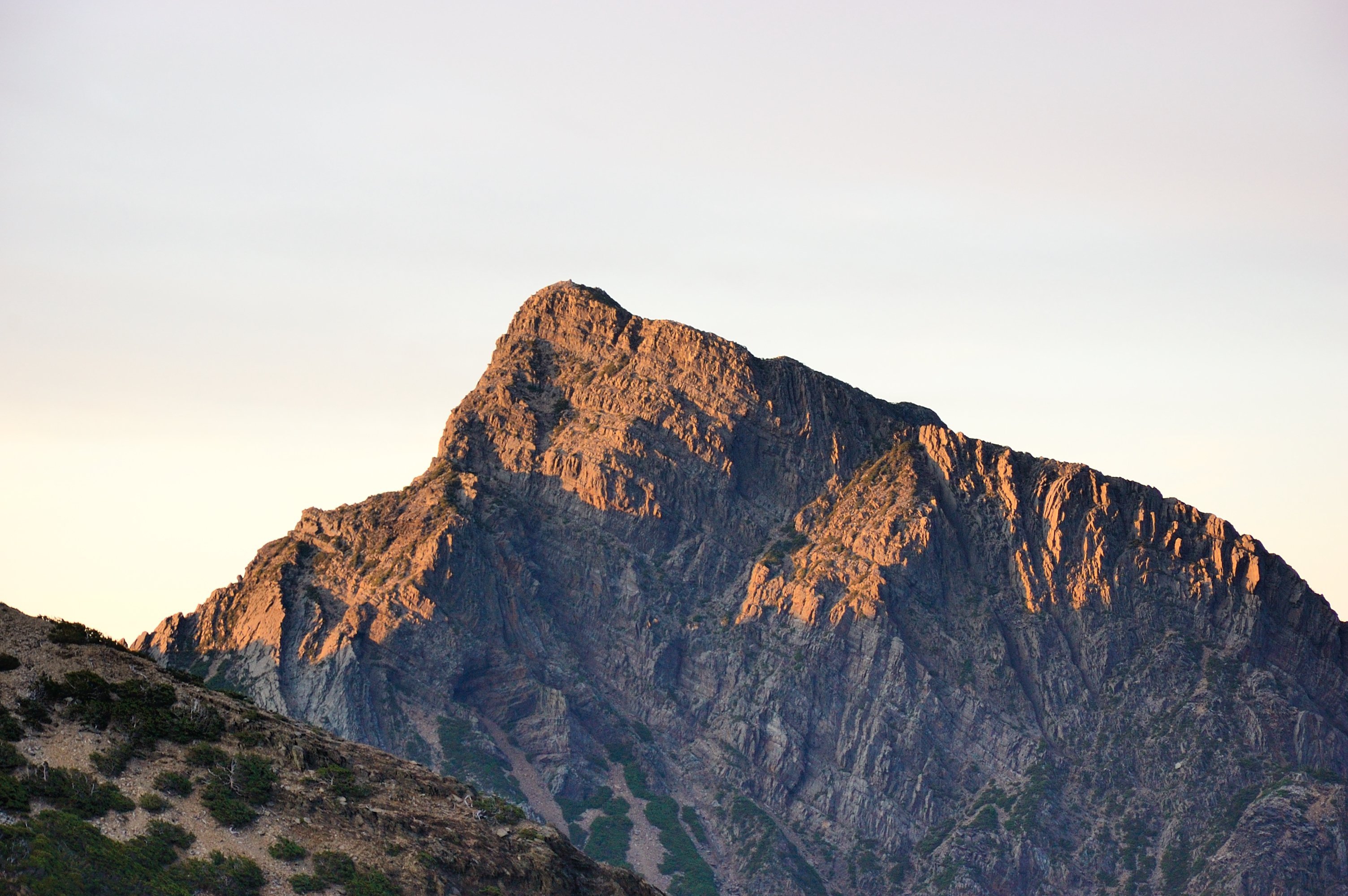
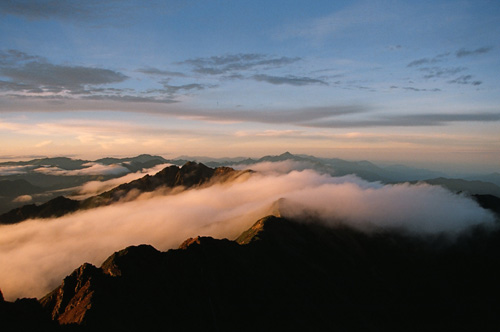
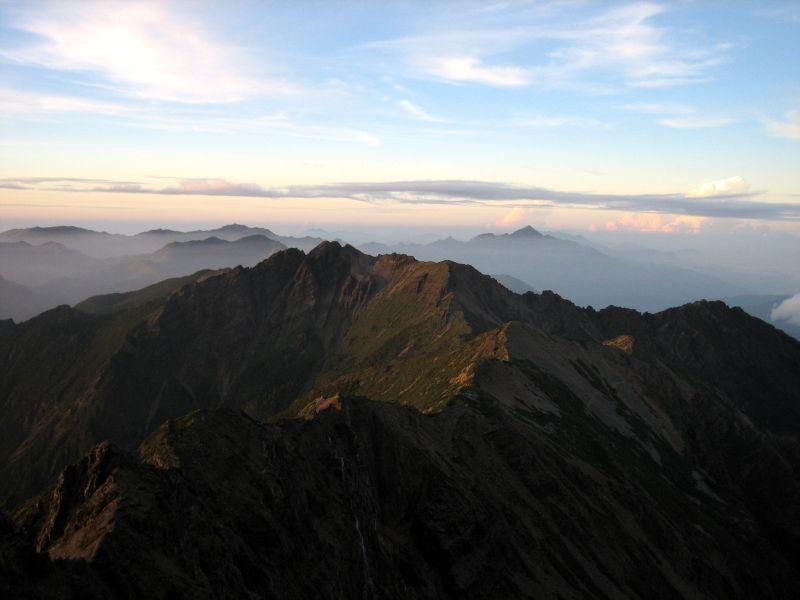
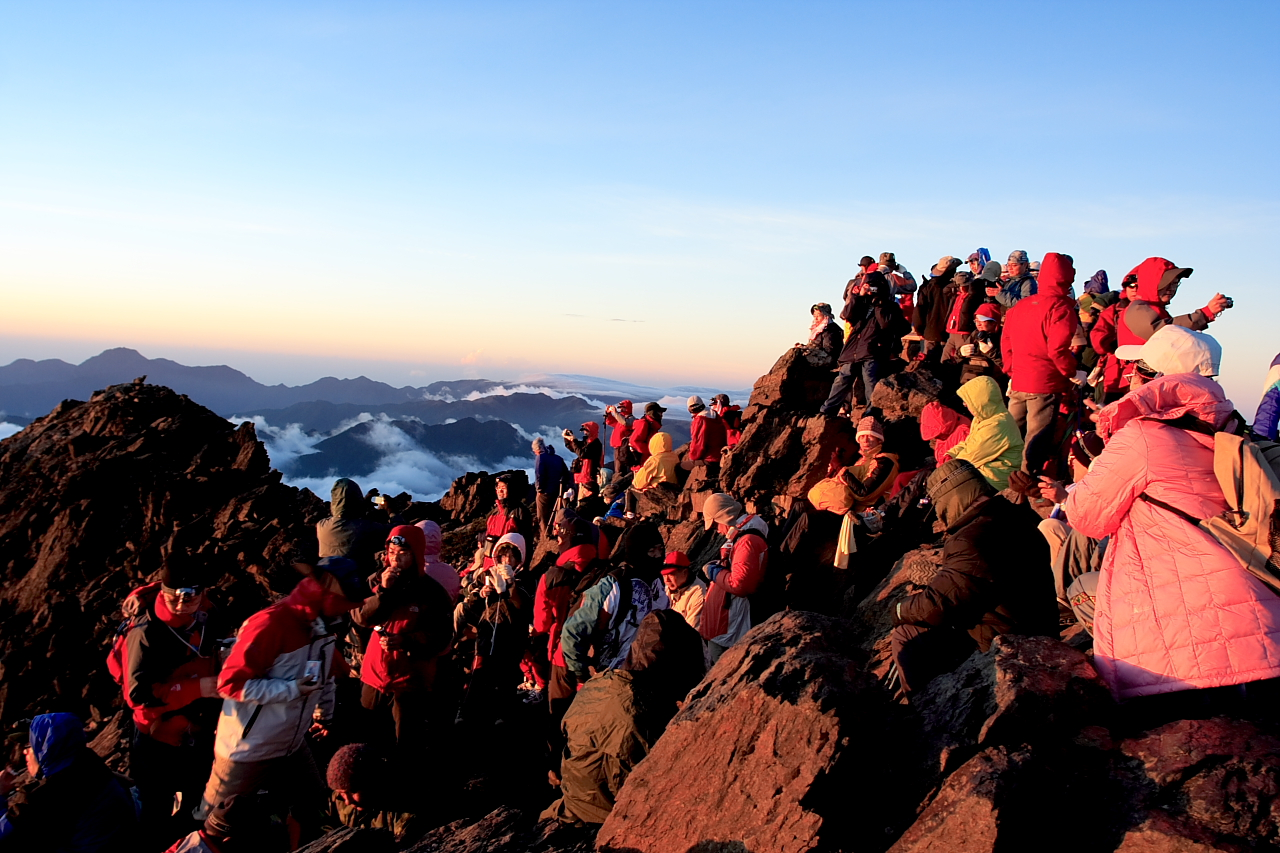
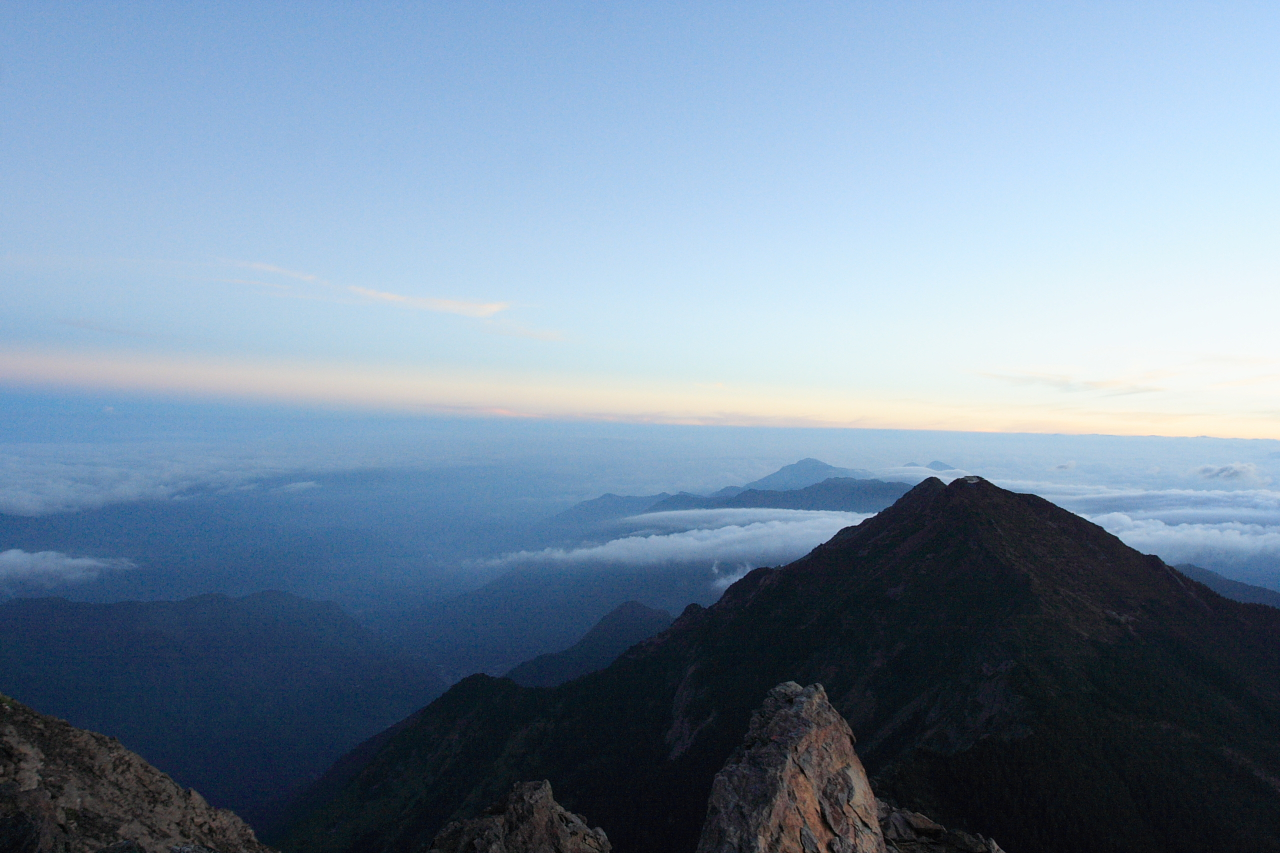
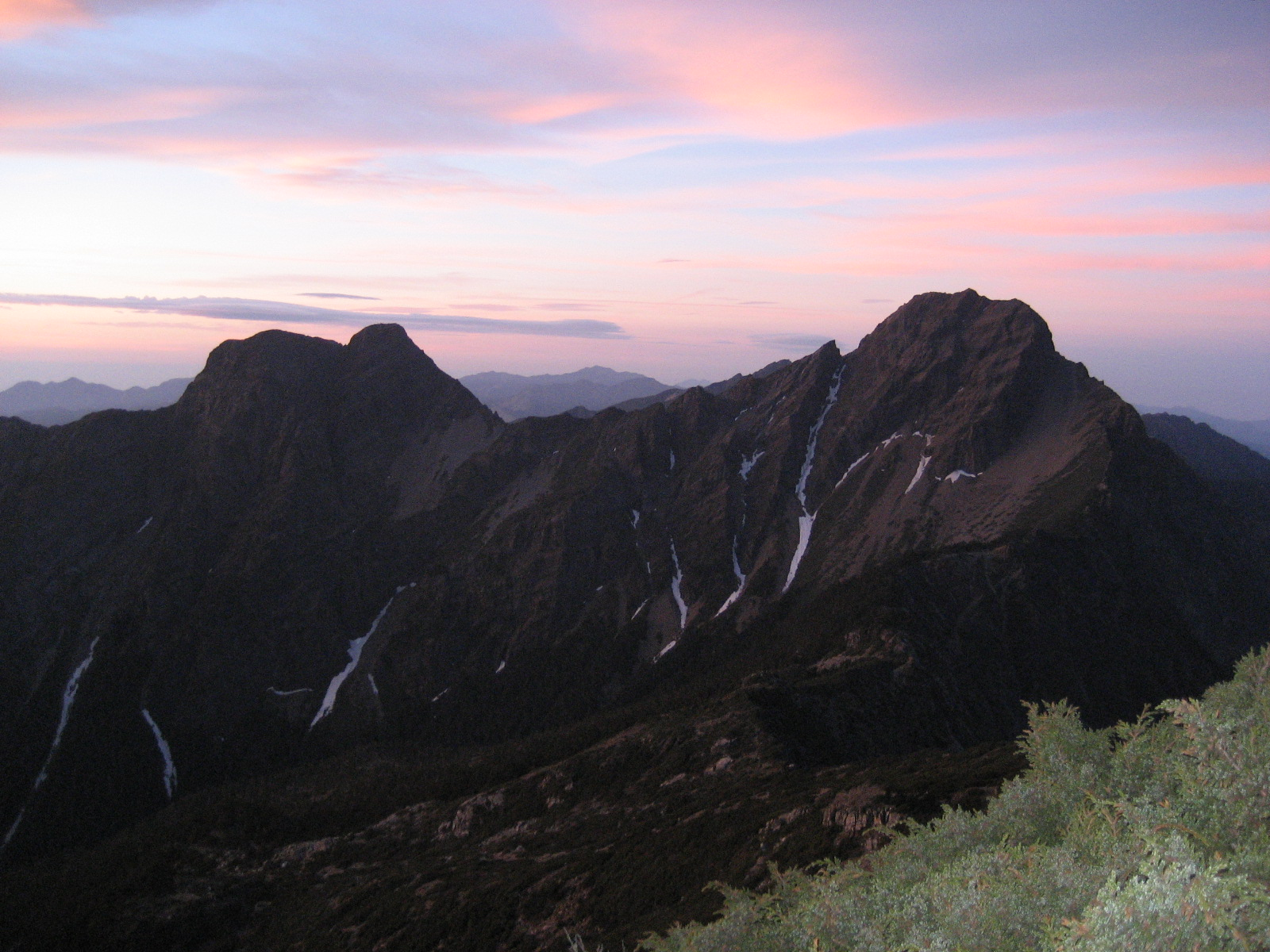
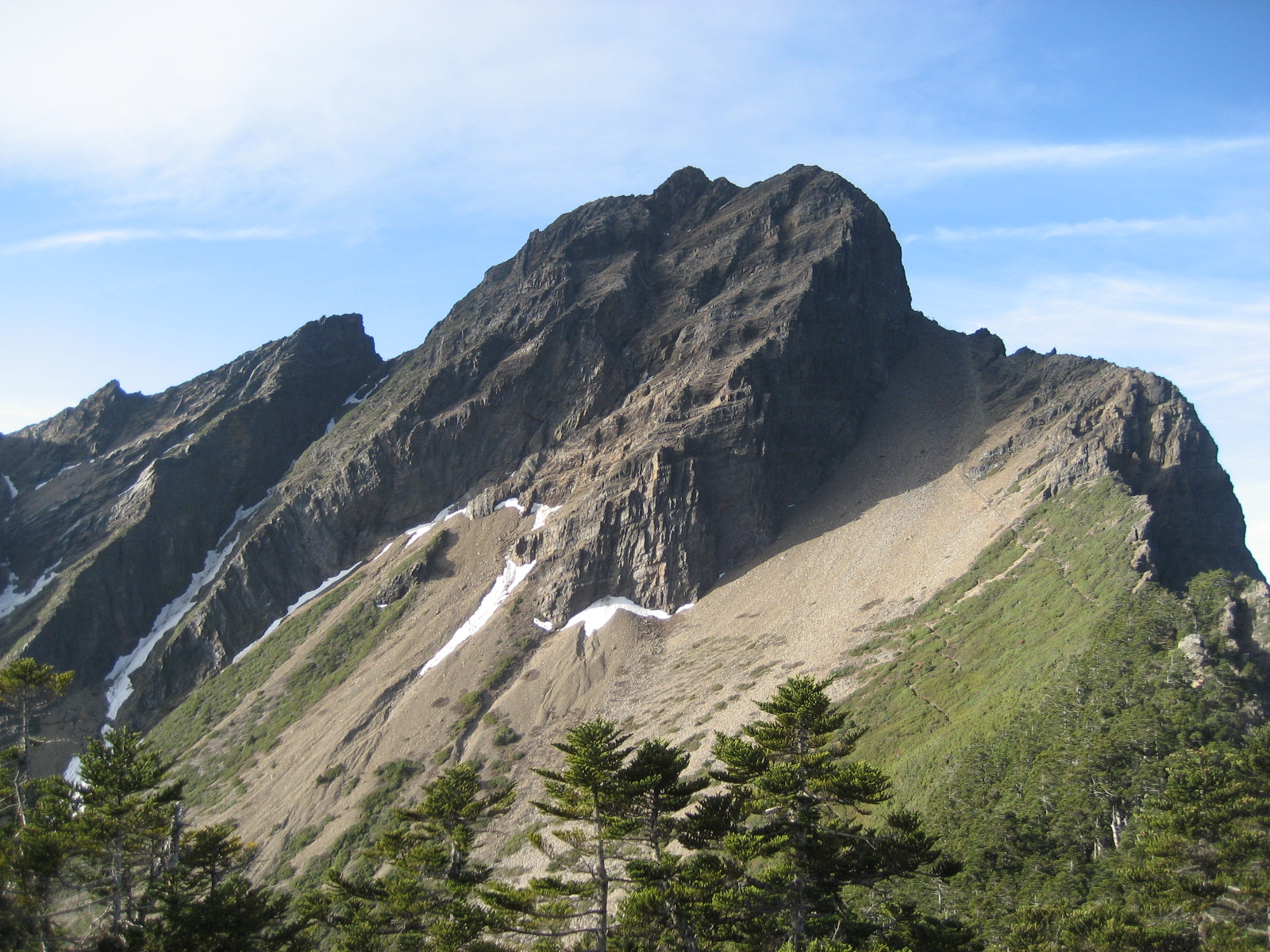

## 氣候
| 玉山 (1991年-2020年，極端數據1943年迄今) | 玉山 (1991年-2020年，極端數據1943年迄今) | 玉山 (1991年-2020年，極端數據1943年迄今) | 玉山 (1991年-2020年，極端數據1943年迄今) | 玉山 (1991年-2020年，極端數據1943年迄今) | 玉山 (1991年-2020年，極端數據1943年迄今) | 玉山 (1991年-2020年，極端數據1943年迄今) | 玉山 (1991年-2020年，極端數據1943年迄今) | 玉山 (1991年-2020年，極端數據1943年迄今) | 玉山 (1991年-2020年，極端數據1943年迄今) | 玉山 (1991年-2020年，極端數據1943年迄今) | 玉山 (1991年-2020年，極端數據1943年迄今) | 玉山 (1991年-2020年，極端數據1943年迄今) | 玉山 (1991年-2020年，極端數據1943年迄今) |
| 月份                                     | 1月                                      | 2月                                      | 3月                                      | 4月                                      | 5月                                      | 6月                                      | 7月                                      | 8月                                      | 9月                                      | 10月                                     | 11月                                     | 12月                                     | 全年                                     |
| ---------------------------------------- | ---------------------------------------- | ---------------------------------------- | ---------------------------------------- | ---------------------------------------- | ---------------------------------------- | ---------------------------------------- | ---------------------------------------- | ---------------------------------------- | ---------------------------------------- | ---------------------------------------- | ---------------------------------------- | ---------------------------------------- | ---------------------------------------- |
| 历史最高温 °C（°F）                      | 19.4 (66.9)                              | 23.4 (74.1)                              | 20.9 (69.6)                              | 23.2 (73.8)                              | 24.8 (76.6)                              | 26.2 (79.2)                              | 25.9 (78.6)                              | 22.6 (72.7)                              | 23.6 (74.5)                              | 24.2 (75.6)                              | 20.2 (68.4)                              | 16.8 (62.2)                              | 26.2 (79.2)                              |
| 平均高温 °C（°F）                        | 4.6 (40.3)                               | 4.5 (40.1)                               | 6.4 (43.5)                               | 8.7 (47.7)                               | 11.2 (52.2)                              | 12.9 (55.2)                              | 14.4 (57.9)                              | 14.0 (57.2)                              | 14.0 (57.2)                              | 13.9 (57.0)                              | 10.6 (51.1)                              | 6.7 (44.1)                               | 10.2 (50.4)                              |
| 日均气温 °C（°F）                        | −0.5 (31.1)                              | −0.2 (31.6)                              | 1.4 (34.5)                               | 3.6 (38.5)                               | 6.0 (42.8)                               | 7.4 (45.3)                               | 8.0 (46.4)                               | 7.8 (46.0)                               | 7.4 (45.3)                               | 6.6 (43.9)                               | 4.1 (39.4)                               | 1.2 (34.2)                               | 4.4 (39.9)                               |
| 平均低温 °C（°F）                        | −4.0 (24.8)                              | −3.4 (25.9)                              | −1.7 (28.9)                              | 0.6 (33.1)                               | 3.0 (37.4)                               | 4.5 (40.1)                               | 4.6 (40.3)                               | 4.6 (40.3)                               | 4.1 (39.4)                               | 2.8 (37.0)                               | 0.7 (33.3)                               | −2.1 (28.2)                              | 1.1 (34.0)                               |
| 历史最低温 °C（°F）                      | −18.4 (−1.1)                             | −14.8 (5.4)                              | −15.2 (4.6)                              | −10.1 (13.8)                             | −3.9 (25.0)                              | −1.9 (28.6)                              | −3.2 (26.2)                              | −0.4 (31.3)                              | −2.4 (27.7)                              | −6.1 (21.0)                              | −10.6 (12.9)                             | −15.0 (5.0)                              | −18.4 (−1.1)                             |
| 平均降水量 mm（）                        | 83.7 (3.30)                              | 67.2 (2.65)                              | 94.8 (3.73)                              | 201.2 (7.92)                             | 423.6 (16.68)                            | 459.6 (18.09)                            | 434.2 (17.09)                            | 516.0 (20.31)                            | 297.2 (11.70)                            | 145.1 (5.71)                             | 98.3 (3.87)                              | 81.6 (3.21)                              | 2,902.5 (114.27)                         |
| 平均降水天数（≥ 0.1 mm）                 | 6.8                                      | 6.9                                      | 7.8                                      | 13.1                                     | 18.7                                     | 18.0                                     | 18.1                                     | 18.4                                     | 14.4                                     | 10.1                                     | 8.2                                      | 6.5                                      | 147.0                                    |
| 平均相對濕度（％）                       | 62.3                                     | 70.7                                     | 76.2                                     | 80.0                                     | 81.5                                     | 80.8                                     | 77.7                                     | 81.0                                     | 77.4                                     | 66.4                                     | 65.9                                     | 63.1                                     | 73.6                                     |
| 月均日照時數                             | 207.0                                    | 158.7                                    | 151.0                                    | 139.4                                    | 133.8                                    | 135.9                                    | 171.3                                    | 150.8                                    | 158.5                                    | 213.6                                    | 199.7                                    | 197.1                                    | 2,016.8                                  |
| 来源：中央氣象署                         |                                          |                                          |                                          |                                          |                                          |                                          |                                          |                                          |                                          |                                          |                                          |                                          |                                          |

## 文學題詠
題詠玉山的韻文有〈望玉山〉、〈玉山歌〉、〈望玉山歌〉等等。

## 相關應用
- 音樂：《玉山頌》，詞：李敏勇／曲：蕭泰然[39]

- 紙鈔：新臺幣一千元背面以玉山和帝雉為圖案設計

- 玉山級船塢運輸艦，則以玉山為名。

## 外部連結
- 玉山國家公園官方網站 （页面存档备份，存于）